# Emma Tréand
Emma Tréand (* 17. September 2003) ist eine ehemalige französische nordische Kombiniererin.

## Werdegang
Tréand begann ihren sportlichen Werdegang bei Olympic Mont d’Or im Skilanglauf, ehe sie im Alter von elf Jahren zusätzlich mit dem Skispringen anfing. Da bei ihrem Heimatverein kein Sprungtraining möglich war, absolvierte sie dieses fortan in Chaux-Neuve. Tréand gab ihr internationales Debüt am 4. März 2017 beim Alpencup-Wettbewerb in Hinterzarten. Am 10. März 2018 erreichte sie als Dritte im heimischen Chaux-Neuve erstmals das Podium. Bei den Nordischen Junioren-Skiweltmeisterschaften 2019 in Lahti belegte Tréand den zwanzigsten Platz. Ende März 2019 gewann sie in Bois-d’Amont den französischen Meistertitel nach der Gundersen-Methode. Im Sommer 2019 debütierte Tréand in Oberwiesenthal im Grand Prix. Schließlich beendete sie den Grand Prix 2019 auf dem fünfzehnten Platz in der Gesamtwertung, wobei ihr bestes Einzelresultat der dreizehnte Rang in Oberhof gewesen war. Bei den Olympischen Jugend-Winterspielen 2020 in Lausanne belegte Tréand ebenso den dreizehnten Platz. Darüber hinaus gewann sie gemeinsam mit Marco Heinis, Joséphine Pagnier und Valentin Foubert die Bronzemedaille im Skisprung-Mixed-Team. Bei ihrem Continental-Cup-Debüt am 22. Februar 2020 in Eisenerz gewann sie ihre ersten fünf Punkte. Wenige Tage später zog sie sich bei der Landung eines Trainingssprungs auf der Schanze Les Tuffes in Prémanon einen Kreuzbandriss zu. Am 13. März 2021 trat sie im Alpencup in Prémanon erstmals wieder bei einem Wettbewerb an und belegte dabei den elften Rang. Zum Saisonabschluss am 1. April gewann Tréand in Courchevel die Silbermedaille bei den französischen Meisterschaften. Im Mai 2021 gab Tréand ihr Karriereende bekannt. Sie begründete ihre Entscheidung mit einem Motivationsverlust nach ihrer schweren Knieverletzung.

## Privates
Nachdem Tréand 2021 ihr Baccalauréat bestanden hatte, begann sie ein Studium der Biowissenschaften in Besançon.

## Statistik

### Grand-Prix-Platzierungen
| Saison | Platz | Punkte |
| ------ | ----- | ------ |
| 2019   | 15.   | 65     |

### Continental-Cup-Platzierungen
| Saison  | Platz | Punkte |
| ------- | ----- | ------ |
| 2019/20 | 44.   | 10     |